# Sina Martens

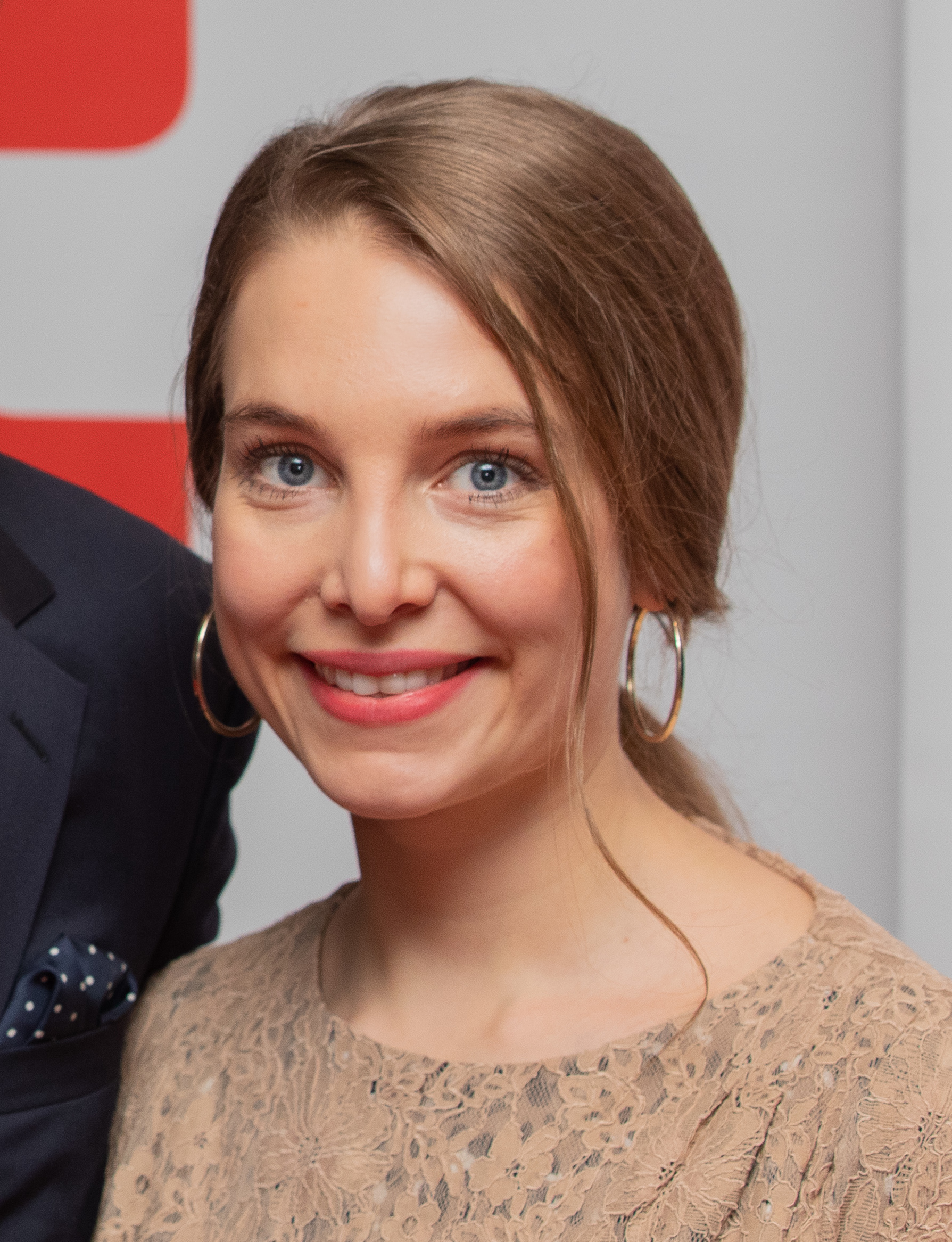
Sina Martens (2019)

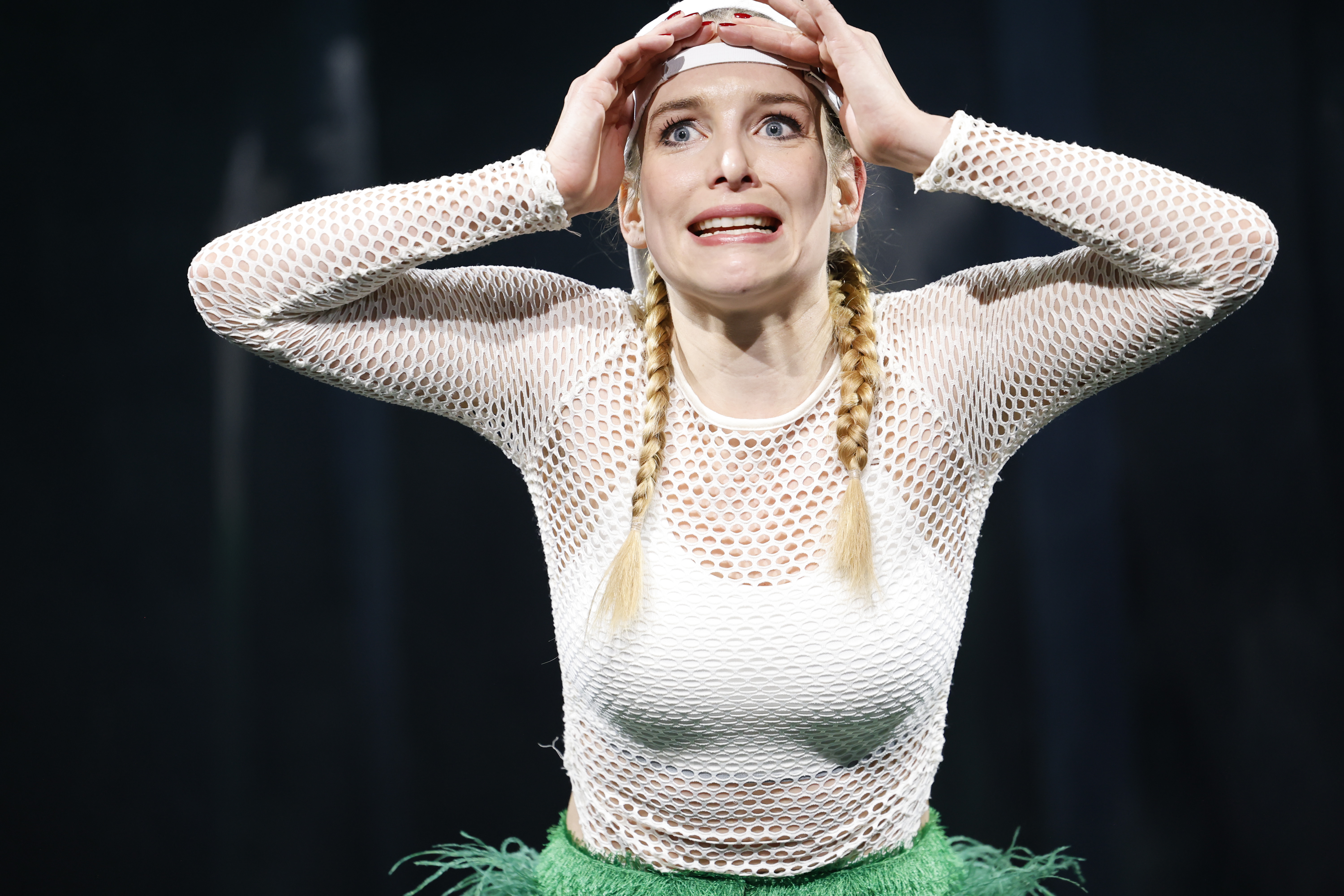
Sina Martens in Spielerfrauen (2024)

Sina Martens (* 26. Mai 1988 in Köln) ist eine deutsche Schauspielerin.

## Leben
Sina Martens wuchs in Elmshorn und Henstedt-Ulzburg auf. Ihre Familie stammt aus Mamonowo (Russland) und Steinburg (Schleswig-Holstein). Nach dem Abitur strebte sie eigentlich ein Psychologiestudium an, wechselte dann aber ins Schauspielfach und studierte von 2010 bis 2014 an der Hochschule für Musik und Theater „Felix Mendelssohn Bartholdy“ Leipzig. Im dritten Studienjahr wurde sie Mitglied des Studios am Centraltheater und spielte unter Regisseuren wie Sebastian Hartmann, Armin Petras, Rainald Grebe oder Ulrich Rasche.
Seit dem Abschluss ihres Studiums war Martens an bekannten deutschen Bühnen verpflichtet, so am Berliner Arbeiter-Theater, dem Hebbel am Ufer, am Schauspiel Hannover sowie den Theatern in Oberhausen und Bonn. Immer wieder spielte sie auch am Schauspiel Leipzig. Neben zahlreichen anderen Rollen war sie dort 2013 in Der große Marsch und in der Spielzeit 2014/15 als Fräulein Else in dem gleichnamigen Stück nach der Novelle von Arthur Schnitzler zu sehen. In der Spielzeit 2016/2017 war sie am Schauspiel Frankfurt engagiert und u. a. in der Inszenierung Der kalte Hauch des Geldes von Alexander Eisenach zu sehen. Mit der Spielzeit 2017/2018 folgte sie Oliver Reese ans Berliner Ensemble. Hier arbeitet sie u. a. mit Michael Thalheimer und Frank Castorf.
2013 erhielt sie für ihre Mitwirkung in der große Marsch den Ensemblepreis beim Theatertreffen deutschsprachiger Schauspielstudierender in Berlin. sowie ein Stipendium der Studienstiftung des deutschen Volkes. 2017 wurde sie von der Fachzeitschrift Theater heute zur Nachwuchsschauspielerin des Jahres gekürt.
2018 erhielt sie den Daphne-Preis der TheaterGemeinde Berlin für herausragende junge Darsteller.
Sina Martens verkörpert in der Spielzeit 2021/22 die einzige Hauptfigur Britney Spears im Theaterstück It’s Britney, Bitch!, das unter der Regie von Lena Brasch am Berliner Ensemble im Januar 2022 uraufgeführt wurde. Die monologischen Texte behandeln hauptsächlich die Emanzipation im Theater- und Showbusiness in Deutschland und den USA, wobei einige aus Spears Aussagen vor Gericht stammen. Im Magazin Musikexpress wird das Stück als „ein Manifest der (fehlenden) weiblichen Selbstbestimmung und ein Kommentar zum Patriarchat.“ bezeichnet. Die Inszenierung wurde außerdem in der Taz, der Zeit und The New York Times besprochen.
Daneben arbeitet Sina Martens seit Beginn der 2010er Jahre auch vor der Kamera und war beispielsweise in SOKO Leipzig und den Tatort-Episoden Türkischer Honig und Hochamt für Toni zu sehen.
Außerdem ist sie als Sprecherin von Hörbuchproduktionen tätig.
Martens lebt in Berlin.

## Theater (Auswahl)
Profil auf „die agenten“:
- 2013: Der große Marsch, Regie Sebastian Hartmann, Centraltheater Leipzig
- 2014: Wahlverwandtschaften, Regie Ulrich Rasche, Schauspiel Leipzig
- 2016: Iphigenie, Regie Ersan Mondtag, Schauspiel Frankfurt
- 2016: Der kalte Hauch des Geldes, Regie Alexander Eisenach, Schauspiel Frankfurt
- 2017: Les Misérables, Regie Frank Castorf, Berliner Ensemble
- 2017: Der kaukasische Kreidekreis, Regie Michael Thalheimer, Berliner Ensemble
- 2018: Die Parallelwelt, Regie Kay Voges, Berliner Ensemble
- 2019: Felix Krull, Regie Alexander Eisenach, Berliner Ensemble
- 2021: Fabian oder der Gang vor die Hunde, Regie Frank Castorf, Berliner Ensemble
- 2022: It's Britney, Bitch! (von Lena Brasch und Sina Martens), Regie Lena Brasch, Berliner Ensemble

## Filmografie (Auswahl)
- 2012: Alles Klara (Fernsehserie, Folge Hitverdächtig)
- 2013: Akte Ex (Fernsehserie, Folge Treu bis ins Grab)
- 2013–2016: SOKO Leipzig (Fernsehserie, 3 Folgen)
- 2014: Tatort: Türkischer Honig
- 2016: Tierärztin Dr. Mertens (Fernsehserie, Folge Umzugschaos)
- 2016: In aller Freundschaft (Fernsehserie, Folge Schwieriges Miteinander)
- 2018: Call of Comfort (Kurzfilm)
- 2021: SOKO Hamburg (Fernsehserie, Folge Die nackte Wahrheit)
- 2021: Der Parfumeur
- 2021: schwere l o s
- 2022: Du sollst hören (Fernsehfilm)
- 2013: Am Ende der Lüge
- 2022: Nachtschicht – Die Ruhe vor dem Sturm
- 2023: Helen Dorn (Fernsehreihe, Folge Das Recht zu schweigen)
- 2023: I don’t work here (Miniserie)
- 2023: Tatort: Hochamt für Toni
- 2023: Trunk – Locked in
- 2024: In Liebe, Eure Hilde
- 2024: Die Toten am Meer – Tod an der Klippe (Fernsehreihe)
- 2024: Die geschützten Männer
- 2025: Delicious

## Auszeichnungen
- 2013: Stipendium der Studienstiftung des deutschen Volkes
- 2013: Förderpreis des Bundesministeriums für Bildung und Forschung für Der große Marsch
- 2016: Stipendium „Internationales Forum“, Theatertreffen 2016
- 2017: Kritikerumfrage der Zeitschrift Theater heute – Nachwuchsschauspielerin des Jahres[15]
- 2018: Daphne-Preis der TheaterGemeinde Berlin